# العلاقات الإسواتينية الفانواتية
العلاقات الإسواتينية الفانواتية هي العلاقات الثنائية التي تجمع بين إسواتيني وفانواتو.

## مقارنة بين البلدين
هذه مقارنة عامة ومرجعية للدولتين:
| وجه المقارنة                                              | إسواتيني                                   | فانواتو                                  |
| --------------------------------------------------------- | ------------------------------------------ | ---------------------------------------- |
| المساحة (كم2)                                             | 17.36 ألف                                  | 12.19 ألف                                |
| عدد السكان (نسمة)                                         | 1.37 مليون                                 | 276.24 ألف                               |
| الكثافة السكانية (ن./كم²)                                 | 78.92                                      | 22.66                                    |
| العاصمة                                                   | لوبامبا، مبابان                            | بورت فيلا                                |
| اللغة الرسمية                                             | لغة إنجليزية، لغة سوازي                    | اللغة البسلاما، لغة فرنسية، لغة إنجليزية |
| العملة                                                    | ليلانغيني سوازيلندي                        | فاتو فانواتي                             |
| الناتج المحلي الإجمالي (بليون دولار)                      | 4.41 مليار                                 | 862.88 مليون                             |
| الناتج المحلي الإجمالي (تعادل القوة الشرائية) بليون دولار | 11.13 مليار                                | 790.76 مليون                             |
| الناتج المحلي الإجمالي الاسمي للفرد دولار أمريكي          | 3.20 ألف                                   | 2.81 ألف                                 |
| الناتج المحلي الإجمالي للفرد دولار أمريكي                 | 8.29 ألف                                   | 3.03 ألف                                 |
| مؤشر التنمية البشرية                                      | 0.531                                      | 0.594                                    |
| رمز المكالمات الدولي                                      | +268                                       | +678                                     |
| رمز الإنترنت                                              | .sz                                        | .vu                                      |
| المنطقة الزمنية                                           | التوقيت القياسي لجنوب أفريقيا، ت ع م+02:00 | ت ع م+11:00                              |

## منظمات دولية مشتركة
يشترك البلدان في عضوية مجموعة من المنظمات الدولية، منها:
| علم المنظمة | اسم المنظمة                                 | تاريخ انضمام إسواتيني | تاريخ انضمام فانواتو |
| ----------- | ------------------------------------------- | --------------------- | -------------------- |
|             | يونسكو                                      | 25 يناير 1978         | 10 فبراير 1994       |
|             | مؤسسة التمويل الدولية                       | 22 سبتمبر 1969        | 28 سبتمبر 1981       |
|             | منظمة حظر الأسلحة الكيميائية                | ?                     | ?                    |
|             | مؤسسة التنمية الدولية                       | 22 سبتمبر 1969        | 28 سبتمبر 1981       |
|             | منظمة التجارة العالمية                      | ?                     | ?                    |
|             | وكالة ضمان الاستثمار متعدد الأطراف          | 18 أبريل 1990         | 27 يوليو 1988        |
|             | الاتحاد البريدي العالمي                     | ?                     | ?                    |
|             | الاتحاد الدولي للاتصالات                    | 11 نوفمبر 1970        | 30 مارس 1988         |
|             | الأمم المتحدة                               | 24 سبتمبر 1968        | 15 سبتمبر 1981       |
|             | البنك الدولي للإنشاء والتعمير               | 22 سبتمبر 1969        | 28 سبتمبر 1981       |
|             | مجموعة دول أفريقيا والكاريبي والمحيط الهادئ | ?                     | ?                    |
|             | دول الكومنولث                               | ?                     | ?                    |